# Laponesalm
Die Laponesalm ist eine Alpe mit bewirtschafteter Almhütte auf dem Gebiet der Gemeinde Gschnitz im Bezirk Innsbruck-Land in Tirol (Österreich) am oberen Ende des Gschnitztals auf 1472 m ü. A. Höhe gelegen. Sie liegt im Landschaftsschutzgebiet Serles-Habicht-Zuckerhütl in den Stubaier Alpen. Die Almhütte ist über einen nicht öffentlichen Fahrweg angebunden und gilt als beliebtes Wanderziel für Familien. Die Wanderung vom Parkplatz aus gilt als leicht, dauert etwa eine Stunde und der zu bewältigende Höhenunterschied liegt bei einer Gesamtlänge von vier km bei 230 Metern.
Die Laponesalm wird aktiv als Bergweide genutzt, 2019 erhielt der Almhirte Heinrich Pranger eine Auszeichnung des Landes Tirol für 60 auf der Laponesalm verbrachte Almsommer.
Die Besiedlung der Laponesalm geht zurück bis zur ersten Erwähnung der Gemeinde Gschnitz (damals noch Gasnitz genannt) im Ende des 13. Jahrhunderts. Zu dieser Zeit soll es zwei Höfe auf dem Gebiet der Laponesalm gegeben haben.